# 2066
2066 — 2066 рік нашої ери, 66 рік 3 тисячоліття, 66 рік XXI століття, 6 рік 7-го десятиліття XXI століття, 7 рік 2060-х років.

## Вигадані події
- Розпочнеться великомасштабне визволення Анкориджа в DLC гри Fallout 3 Operation Anchorage.